# アイメリア亜目
アイメリア亜目（EimeriorinaまたはEimeriina）はアピコンプレックス門に属する寄生性原生生物の一群で、コクシジウム類のうち有性生殖の際に生殖母体が雌雄独立に発達することを特徴とする分類群である。主に脊椎動物の消化管や組織中に寄生し、あわせて2500種程度が知られている。アイメリア目(Eimeriida)とする場合もある。

## 特徴
生殖母体が連接 (syzygy)を行わず雌雄独立に発達し、雄性配偶子が小さく鞭毛で運動することが特徴である。これに対してアデレア亜目では、雌雄の生殖母体がともに不動性で対になって発達する。

## 分類
下位分類体系には議論が多い。代表的なものはアイメリア科と肉胞子虫科で、分子系統解析でもそれぞれ比較的まとまりの良いクレードを形成する。しかしそれ以外の科との系統関係には様々な問題がある。
アイメリア科 Eimeriidae
基本的に脊椎動物の単一個体の消化管内でスポロゾイトから有性生殖までの生活環の大部分をすごし、オーシストとして排泄されて次の個体に摂食されるのを待つ。アイメリア属、イソスポーラ属、サイクロスポーラ属など数十属1000種以上が知られているが、特に鶏盲腸コクシジウムEimeria tenellaは畜産上きわめて重視されている。
肉胞子虫科 Sarcocystidae
脊椎動物の組織中にたくさんの休眠体を含んだシストをつくり、これが摂食によって他の宿主に移行する。有性生殖は終宿主の消化管上皮細胞内でおこなわれ、この時だけオーシストを作る。トキソプラズマ属、肉胞子虫属、シストイソスポーラ属など9属が知られている。
以下の2科はアイメリア科に近縁である。
Lankestereliidae科
両生類・爬虫類・鳥類の血球中に休眠体をつくり、吸血により媒介者へ移行して休眠したまま、次の脊椎動物が吸血動物を摂食するのを待つ。Lankesterella属、シェラッキア属が知られている。分子系統解析では多系統群となる。
カリプトスポーラ科 Calyptosporiidae
テナガエビの1種を中間宿主とし魚類に寄生するカリプトスポーラ属数種のみが知られている。分子系統解析でもアイメリア属に比較的近縁だが独立の系統に位置づけられている。
以下の2科はアイメリア亜目以外の系統に属する。
アグレガータ科 Aggregatidae
エビ・カニ類を中間宿主、頭足類を終宿主とする寄生虫。アグレガータ属ほか2属が知られており、特にAggregata octopianaはマダコの養殖に被害を与えている。分子系統解析ではアピコンプレックス門の基部近くでコクシジウムや無コノイド綱の姉妹群となる。
クリプトスポリジウム科 Cryptosporidiidae
脊椎動物の消化管上皮の微絨毛に寄生する。クリプトスポリジウム属のみであるが数十種が知られており、特に小形クリプトスポリジウムCryptosporidium parvumは幅広い生物に激しい下痢を起こす病原体として非常に注目されている。分子系統解析から、アイメリア亜目とは異なりグレガリナ類に近い系統に属することがわかっている。
以下の2科については分子情報が存在しない。
Spirocystidae科
貧毛類に寄生するSpirocystis nidulaのみが知られている。
Selenococcidiidae科
アメリカンロブスターに寄生するSelenococcidium intermediumのみが知られている。